# Соботка, Иржи
И́ржи Со́ботка (чеш. Jiří Sobotka; 6 июня 1911, Прага — 20 мая 1994, Интранья), также известен под именем Жорж Соботка (фр. Georges Sobotka) — чехословацкий футболист, игрок сборной Чехословакии и тренер. Во время игровой карьеры выступал на позиции центрального нападающего. Играл за клубы «Славия» из Праги, «Хайдук» из Сплита, «Бату» и «Ла Шо-де-Фонд». За сборную Чехословакии провёл 23 матча и забил в них 8 мячей, участвовал с командой на втором чемпионате мира в Италии, где провёл 4 игры, был участником квалификации чемпионата мира 1938, но на финальный турнир взят не был. Тренерскую карьеру начал в клубе «Хайдук» Сплит, где был играющим тренером, затем руководил клубами «Ля Шо-де-Фонд», «Фейеноорд», «Базель», «Биль-Бьен», «Шарлеруа», «Арау» и «Беллинцона», в 1964 году был главным тренером сборной Швейцарии.

## Достижения

### Как игрок
- Чемпион Чехословакии: 1933, 1934, 1935, 1937
- Обладатель кубка Швейцарии: 1948, 1951

### Как тренер
- Обладатель кубка Швейцарии: 1948, 1951, 1954, 1955, 1957, 1963
- Чемпион Швейцарии: 1954, 1955